# Тучинська сільська рада
Ту́чинська сільська́ ра́да — орган місцевого самоврядування в Гощанському районі Рівненської області. Адміністративний центр — село Тучин.

## Загальні відомості
- Тучинська сільська рада утворена в 1940 році.
- Територія ради: 24,659 км²
- Населення ради: 2 812 особи (станом на 2001 рік)
- Територією ради протікає річка Горинь.

## Населені пункти
Сільській раді підпорядковані населені пункти:
- с. Тучин
- с. Полівці

## Склад ради
Рада складається з 16 депутатів та голови.
- Голова ради: Кирильчук Володимир Миколайович
- Секретар ради: Будько Людмила Володимирівна

### Керівний склад попередніх скликань
| ПІБ                             | Основні відомості                                                        | Дата обрання | Дата звільнення |
| ------------------------------- | ------------------------------------------------------------------------ | ------------ | --------------- |
| Мичак Микола Володимирович      | Сільський голова, 1963 року народження, член Української Народної Партії | 26.03.2006   | 31.10.2010      |
| Кирильчук Володимир Миколайович | Сільський голова, 1961 року народження, безпартійний                     | 31.10.2010   |                 |

Примітка: таблиця складена за даними сайту Верховної Ради України